# Krak II

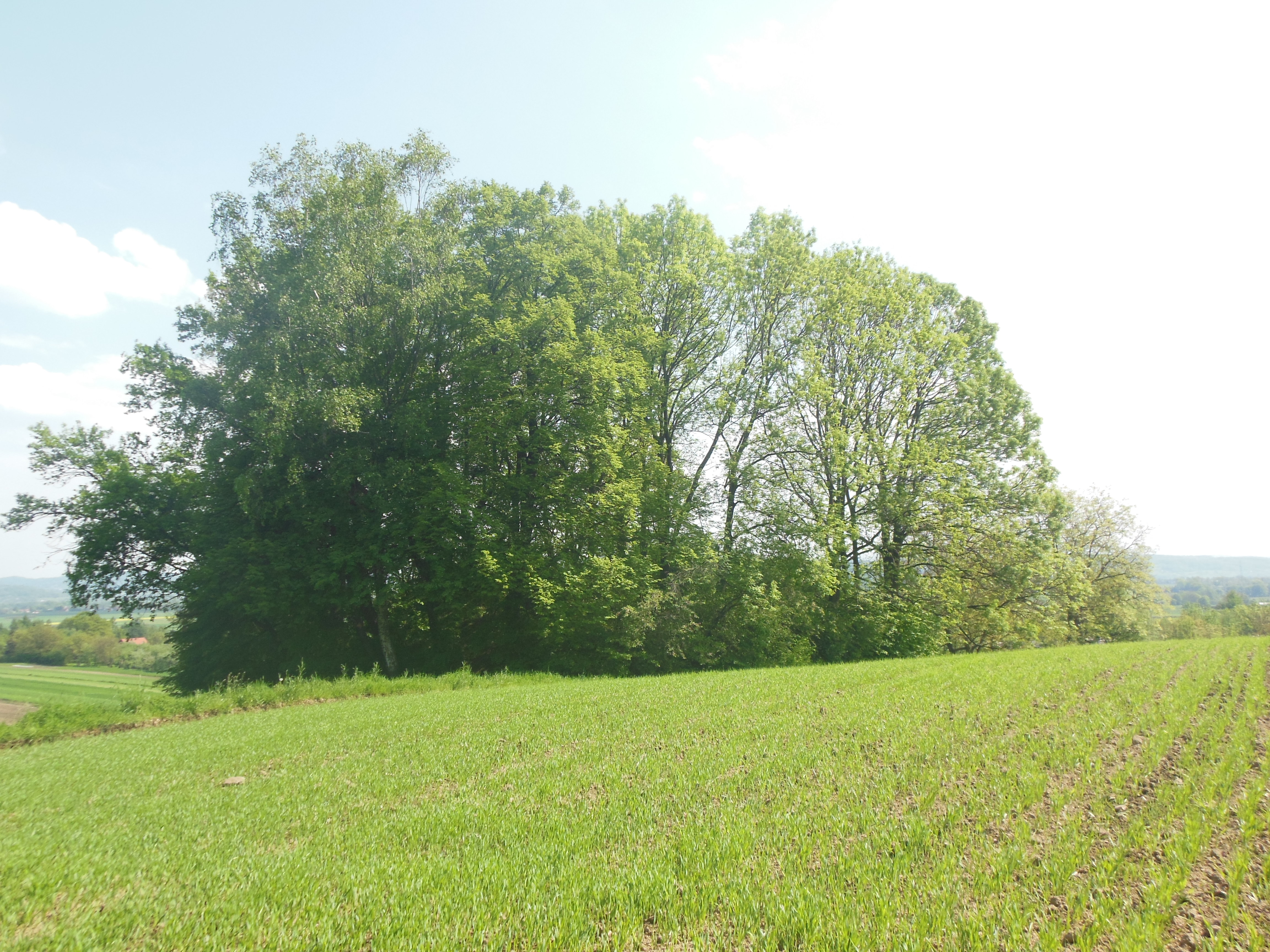
Gò Krakus II (Kopiec Krakusa II) ở Krakuszowice. Đây là mộ của ông theo truyền thuyết.

Krakus II (tiếng Latinh: Gracchus; tiếng Ba Lan: Krak) là một người cai trị trong thần thoại Ba Lan. Ông là người kế vị và là con trai của người được cho là sáng lập Thành phố Kraków,  Krakus I, và ông là em trai của Lech II theo Wincenty Kadłubek. Gia đình của ông gắn bó mật thiết với mận mệnh quốc gia Ba Lan qua câu chuyện Rồng Wawel. Trong cuộc chiến này, cha của ông là Krak đã cử ông đi đánh bại một con rồng ngỗ nghịch. Lúc đầu ông này diệt rồng không thành công, nhưng bằng mưu kế nhét rơm vào cống phẩm rồi đốt ông đã khiến con rồng chết ngạt. Sau đó, Krak xông vào giết Lech, nhưng cha ông nói dối rằng con rồng ám hại Lech. Cuối cùng sự tình được vạch trần, Krak II bị lật đổ và con gái của ông ta là Wanda lên ngôi báu.
Tuy nhiên, theo Jan Długosz, Krakus là con trai cả và đã bị Lech sát hại sau khi Krak giết chết con rồng (chuyện xảy ra sau cái chết của cha họ).